# Discografia formației Scorpions
Aceasta este discografia formației Scorpions, o formație germană de muzică rock. Ei au acumulat vânzări totale de 75–100 milioane de înregistrări în întreaga lume.

## Albume

### Albume de studio
| Lonesome Crow                                                                 | - Lansare: februarie, 1972 - Label: Brain Records - Format: Vinyl             | —  | —  | —  | —  | —  | —  | —  | —  | —  | —  | |
| Fly to the Rainbow                                                            | - Lansare: 1 noiembrie 1974 - Label: RCA - Format: Vinyl                      | —  | —  | —  | —  | —  | —  | —  | —  | —  | —  | |
| In Trance                                                                     | - Lansare: 17 septembrie 1975 - Label: RCA - Format: Vinyl                    | —  | —  | —  | —  | —  | —  | —  | —  | —  | —  | |
| Virgin Killer                                                                 | - Lansare: 21 noiembrie 1976 - Label: RCA - Format: Vinyl                     | —  | —  | —  | —  | —  | —  | —  | —  | —  | —  | |
| Taken by Force                                                                | - Lansare: 4 decembrie 1977 - Label: RCA - Format: Vinyl                      | —  | —  | —  | —  | —  | —  | —  | —  | —  | —  | |
| Lovedrive                                                                     | - Lansare: 25 februarie 1979 - Label: Harvest, EMI - Format: Vinyl            | 11 | —  | —  | —  | 10 | —  | 32 | —  | 36 | 55 | - BVMI: Aur - RIAA: Aur - SNEP: Aur                                                                  |
| Animal Magnetism                                                              | - Lansare: 31 martie 1980 - Label: Harvest, EMI - Format: CD, CS, LP          | 12 | —  | 76 | —  | —  | —  | 37 | —  | 23 | 52 | - MC: Aur - RIAA: Platină                                                                            |
| Blackout                                                                      | - Lansare: 10 aprilie 1982 - Label: Harvest, EMI - Format: CS, CD, LP         | 10 | —  | 11 | 12 | 1  | 45 | 12 | —  | 11 | 10 | - MC: Platină - RIAA: Platină - SNEP: Aur                                                            |
| Love at First Sting                                                           | - Lansare: 4 mai 1984 - Label: Harvest, EMI - Format: CS, CD, LP              | 6  | 19 | 15 | 4  | 4  | —  | 17 | 9  | 17 | 6  | - BVMI: Aur - MC: 2x Platină - RIAA: 3x Platinum                                                     |
| Savage Amusement                                                              | - Lansare: 18 aprilie 1988 - Label: Harvest, EMI - Format: CS, CD, LP         | 4  | 18 | 25 | 1  | 16 | 24 | 2  | 5  | 18 | 5  | - BVMI: Aur - MC: Platină - IFPI FIN: Aur - RIAA: Platină - SNEP: Aur                                |
| Crazy World                                                                   | - Lansare: 6 noiembrie 1990 - Label: Vertigo - Format: CS, CD, LP             | 1  | 1  | 20 | 4  | 2  | 6  | 6  | 3  | 27 | 21 | - BPI: Argint - BVMI: 2x Platină - MC: 2x Platină - IFPI FIN: Aur - IFPI SWI: Aur - RIAA: 2x Platină |
| Face the Heat                                                                 | - Lansare: 21 septembrie 1993 - Label: Mercury, PolyGram - Format: CS, CD, LP | 4  | 12 | 34 | 7  | 5  | 34 | 15 | 9  | 51 | 24 | - IFPI SWI: Aur - SNEP: Aur                                                                          |
| Pure Instinct                                                                 | - Lansare: 21 mai 1996 - Label: East West - Format: CS, CD, LP                | 8  | 20 | —  | 10 | 11 | 95 | 38 | 15 | —  | 99 | - BVMI: Aur - IFPI FIN: Aur - SNEP: Aur                                                              |
| Eye II Eye                                                                    | - Lansare: 9 martie 1999 - Label: East West - Format: CS, CD, LP              | 6  | —  | —  | 37 | 50 | —  | —  | 49 | —  | —  | |
| Unbreakable                                                                   | - Lansare: 22 iunie 2004 - Label: BMG - Format: CD, LP, DD                    | 4  | 30 | —  | 15 | 42 | —  | 14 | 19 | —  | —  | |
| Humanity: Hour I                                                              | - Lansare: 28 august 2007 - Label: Sony Music - Format: CD, LP, DD            | 9  | 41 | —  | 29 | 16 | 91 | 36 | 27 | —  | 63 | |
| Sting in the Tail                                                             | - Lansare: 19 martie 2010 - Label: Sony Music - Format: CD, LP, DD            | 2  | 6  | 22 | 6  | 16 | 71 | 14 | 6  | 96 | 23 | - BVMI: Platină                                                                                      |
| "—" denotes items which were not released in that country or failed to chart. |                                                                               |    |    |    |    |    |    |    |    |    |    | |

### Live albums
| Tokyo Tapes                                                                   | - Lansare: 1978 (Europe), 1979 (USA) - Label: RCA                   | 35 | —  | —  | — | 14 | —  | 42 | —  | —  | —  | - FRA: Aur                                         |
| World Wide Live                                                               | - Lansare: 20 iunie 1985 - Label: Harvest/EMI (Europe) Mercury (US) | 4  | 4  | 39 | 9 | 20 | 47 | 9  | 18 | 18 | 17 | - GER: Aur - CAN: Platină - FRA: Aur - US: Platină |
| Live Bites                                                                    | - Lansare: 3 aprilie 1995 - Label: Mercury/Polygram                 | 66 | —  | —  | — | —  | —  | —  | —  | —  | —  |                                                    |
| Acoustica                                                                     | - Lansare: 14 mai 2001 - Label: East West                           | 13 | —  | —  | — | 46 | —  | —  | 35 | —  | —  | - BRA: Aur                                         |
| Live 2011: Get Your Sting & Blackout                                          | - Lansare: 14 octombrie 2011 - Label: RCA /Sony Music               | —  | —  | —  | — | —  | —  | —  | —  | —  | —  |                                                    |
| MTV Unplugged - Live in Athens                                                | - Lansare: 29 noiembrie 2013 - Label: RCA /Sony Music               | 5  | 37 | —  | — | —  | —  | —  | 29 | —  | —  |                                                    |
| "—" denotes items which were not released in that country or failed to chart. |                                                                     |    |    |    |   |    |    |    |    |    |    |                                                    |

### Compilații
| Best of Scorpions                                                             | - Lansare: November 1979 - Label: RCA                                                     | —  | —  | —  | —  | —  | —  | —  | 180 |                                                           |
| Hot & Heavy                                                                   | - Lansare: 1982 - Label: RCA                                                              | —  | —  | —  | —  | —  | —  | —  | —   |                                                           |
| Best of Scorpions Vol. 2                                                      | - Lansare: July 1984 - Label: RCA                                                         | —  | —  | —  | —  | —  | —  | —  | 175 |                                                           |
| Gold Ballads'                                                                 | - Lansare: 1984 - Label: Harvest/EMI                                                      | 25 | —  | —  | —  | 11 | —  | 7  | —   |                                                           |
| Best of Rockers 'n' Ballads                                                   | - Lansare: November 1989 - Label: EMI (Europe) Mercury (US)                               | 14 | —  | 16 | —  | 92 | 35 | 21 | 43  | - GER: Aur - CAN: Aur - FIN: Aur - SWI: Aur - US: Platină |
| Hot & Slow: The Best of the Ballads                                           | - Lansare: octombrie 1991 - Label: RCA                                                    | —  | —  | —  | —  | —  | —  | —  | —   | - FRA: Aur                                                |
| Still Loving You                                                              | - Lansare: 2 aprilie 1992 - Label: Harvest/EMI                                            | 18 | 32 | 3  | 4  | 16 | 30 | 24 | —   | - FIN: Platină - FRA: Aur                                 |
| Hot & Hard                                                                    | - Lansare: 23 august 1993 - Label: RCA                                                    | —  | —  | —  | —  | —  | —  | —  | —   |                                                           |
| Deadly Sting                                                                  | - Lansare: 2 februarie 1995 - Label: EMI/Electrola                                        | 28 | 39 | 13 | 15 | —  | —  | 32 | —   |                                                           |
| Born to Touch Your Feelings                                                   | - Lansare: 20 martie 1995 - Label: RCA                                                    | —  | —  | —  | —  | —  | —  | —  | —   |                                                           |
| Still Loving You - The Best Of (1975–1995)                                    | - Lansare: 14 martie 1997 (France) - Label: Odeon                                         | —  | —  | —  | —  | —  | —  | —  | —   |                                                           |
| Deadly Sting: The Mercury Years                                               | - Lansare: 15 iulie 1997 - Label: Mercury/PolyGram                                        | —  | —  | —  | —  | —  | —  | —  | —   |                                                           |
| Hot & Slow: Best Masters of the 70's                                          | - Lansare: 28 septembrie 1998 - Label: BMG                                                | —  | —  | —  | —  | —  | —  | —  | —   |                                                           |
| Big City Nights                                                               | - Lansare: 1998 - Label: UMVD Special Markets                                             | —  | —  | —  | —  | —  | —  | —  | —   |                                                           |
| Best                                                                          | - Lansare: 17 septembrie 1999 - Label: EMI                                                | —  | —  | 12 | 8  | —  | 19 | —  | —   | - FIN: Aur - FRA: 2x Aur                                  |
| Pictured Life: All The Best                                                   | - Lansare: 13 martie 2000 - Label: BMG                                                    | —  | —  | —  | —  | —  | —  | —  | —   |                                                           |
| Moment of Glory (with the "Berlin Philharmonic Orchestra")                    | - Lansare: 29 august 2000 - Label: EMI Classics - Format: CS, CD, LP                      | 3  | —  | —  | —  | 70 | —  | —  | 48  | - BVMI: Aur                                               |
| 20th Century Masters - The Millennium Collection: The Best of Scorpions       | - Lansare: 12 iunie 2001 - Label: Mercury                                                 | —  | —  | —  | —  | —  | —  | —  | —   |                                                           |
| Bad for Good: The Very Best of Scorpions                                      | - Lansare: 28 mai 2002 - Label: Hip-O Records                                             | —  | —  | —  | —  | —  | —  | —  | 161 |                                                           |
| Classic Bites                                                                 | - Lansare: 8 iulie 2002 - Label: Mercury                                                  | —  | —  | —  | —  | —  | —  | —  | —   |                                                           |
| Essential                                                                     | - Lansare: 31 martie 2003 - Label: EMI                                                    | —  | —  | —  | —  | —  | —  | —  | —   |                                                           |
| Box Of Scorpions                                                              | - Lansare: 5 mai 2004 - Label: Hip-O                                                      | —  | —  | —  | —  | —  | —  | —  | —   |                                                           |
| The Platinum Collection                                                       | - Lansare: 30 septembrie 2005 - Label: EMI                                                | —  | —  | 7  | 5  | —  | —  | —  | —   |                                                           |
| Gold                                                                          | - Lansare: 25 aprilie 2006 31 iulie 2008 (Europe) - Label: Hip-O (USA) Universal (Europe) | —  | —  | —  | —  | —  | —  | —  | —   |                                                           |
| Comeblack                                                                     | - Lansare: 4 noiembrie 2011 - Label: Sony Music                                           | 25 | 67 | —  | 22 | 6  | —  | 33 | 90  |                                                           |
| "—" denotes items which were not released in that country or failed to chart. |                                                                                           |    |    |    |    |    |    |    |     |                                                           |

^ In France compilation albums are not listed on the Top 200 Albums Chart, but instead on a separate chart for compilation albums only. The French chart positions here for the compilation albums are their peak positions on the French Compilation Albums Chart.

## Single-uri
| Titlu                                                                         | An   | Poziții în topuri | Poziții în topuri | Poziții în topuri | Poziții în topuri | Poziții în topuri | Poziții în topuri | Poziții în topuri | Poziții în topuri | Poziții în topuri | Poziții în topuri | Album                               |
| Titlu                                                                         | An   | GER               | AUS               | AUT               | CAN               | FRA               | NLD               | SWE               | SWI               | UK                | US                | Album                               |
| ----------------------------------------------------------------------------- | ---- | ----------------- | ----------------- | ----------------- | ----------------- | ----------------- | ----------------- | ----------------- | ----------------- | ----------------- | ----------------- | ----------------------------------- |
| "I'm Going Mad" / "Action"                                                    | 1971 | —                 | —                 | —                 | —                 | —                 | —                 | —                 | —                 | —                 | —                 | Lonesome Crow                       |
| "In Trance"                                                                   | 1975 | —                 | —                 | —                 | —                 | —                 | —                 | —                 | —                 | —                 | —                 | In Trance                           |
| "Speedy's Coming"                                                             | 1975 | —                 | —                 | —                 | —                 | —                 | —                 | —                 | —                 | —                 | —                 | Fly to the Rainbow                  |
| "Virgin Killer"                                                               | 1976 | —                 | —                 | —                 | —                 | —                 | —                 | —                 | —                 | —                 | —                 | Virgin Killer                       |
| "Pictured Life"                                                               | 1977 | —                 | —                 | —                 | —                 | —                 | —                 | —                 | —                 | —                 | —                 | Virgin Killer                       |
| "He's a Woman - She's a Man"                                                  | 1977 | —                 | —                 | —                 | —                 | —                 | —                 | —                 | —                 | —                 | —                 | Taken by Force                      |
| "Sails of Charon" / "Steamrock Fever"                                         | 1978 | —                 | —                 | —                 | —                 | —                 | —                 | —                 | —                 | —                 | —                 | Taken by Force                      |
| "All Night Long" (live)                                                       | 1978 | —                 | —                 | —                 | —                 | —                 | —                 | —                 | —                 | —                 | —                 | Tokyo Tapes                         |
| "Is There Anybody There?"                                                     | 1979 | —                 | —                 | —                 | —                 | —                 | —                 | —                 | —                 | 39                | —                 | Lovedrive                           |
| "Another Piece of Meat"                                                       | 1979 | —                 | —                 | —                 | —                 | —                 | —                 | —                 | —                 | 39                | —                 | Lovedrive                           |
| "Lovedrive"                                                                   | 1979 | —                 | —                 | —                 | —                 | —                 | —                 | —                 | —                 | 69                | —                 | Lovedrive                           |
| "Loving You Sunday Morning"                                                   | 1979 | —                 | —                 | —                 | —                 | —                 | —                 | —                 | —                 | —                 | —                 | Lovedrive                           |
| "Holiday"                                                                     | 1979 | —                 | —                 | —                 | —                 | —                 | —                 | —                 | —                 | —                 | —                 | Lovedrive                           |
| "Make It Real"                                                                | 1980 | —                 | —                 | —                 | —                 | —                 | —                 | —                 | —                 | 72                | —                 | Animal Magnetism                    |
| "The Zoo"                                                                     | 1980 | —                 | —                 | —                 | —                 | —                 | —                 | —                 | —                 | 75                | —                 | Animal Magnetism                    |
| "Only a Man"                                                                  | 1980 | —                 | —                 | —                 | —                 | —                 | —                 | —                 | —                 | —                 | —                 | Animal Magnetism                    |
| "Lady Starlight"                                                              | 1980 | —                 | —                 | —                 | —                 | —                 | —                 | —                 | —                 | —                 | —                 | Animal Magnetism                    |
| "Hey You"                                                                     | 1980 | —                 | —                 | —                 | —                 | —                 | —                 | —                 | —                 | —                 | —                 | Non-album track                     |
| "No One Like You"                                                             | 1982 | 40                | —                 | —                 | 49                | —                 | —                 | —                 | —                 | 64                | 65                | Blackout                            |
| "Can't Live Without You"                                                      | 1982 | —                 | —                 | —                 | —                 | —                 | —                 | —                 | —                 | 63                | —                 | Blackout                            |
| "Now!"                                                                        | 1982 | —                 | —                 | —                 | —                 | —                 | —                 | —                 | —                 | —                 | —                 | Blackout                            |
| "When the Smoke Is Going Down"                                                | 1982 | —                 | —                 | —                 | —                 | —                 | —                 | —                 | —                 | —                 | —                 | Blackout                            |
| "Rock You Like a Hurricane"                                                   | 1984 | —                 | —                 | —                 | 37                | —                 | —                 | —                 | —                 | 78                | 25                | Love at First Sting                 |
| "Still Loving You"                                                            | 1984 | 14                | —                 | —                 | —                 | 3                 | 4                 | 3                 | —                 | —                 | 64                | Love at First Sting                 |
| "Big City Nights"                                                             | 1984 | —                 | —                 | —                 | —                 | —                 | —                 | —                 | —                 | 76                | —                 | Love at First Sting                 |
| "Coming Home"                                                                 | 1984 | —                 | —                 | —                 | —                 | —                 | —                 | —                 | —                 | —                 | —                 | Love at First Sting                 |
| "I'm Leaving You"                                                             | 1984 | —                 | —                 | —                 | —                 | —                 | —                 | —                 | —                 | —                 | —                 | Love at First Sting                 |
| "Rhythm of Love"                                                              | 1988 | —                 | —                 | —                 | —                 | —                 | —                 | —                 | —                 | 59                | 75                | Savage Amusement                    |
| "Believe in Love"                                                             | 1988 | —                 | —                 | —                 | —                 | —                 | —                 | —                 | —                 | —                 | —                 | Savage Amusement                    |
| "Passion Rules the Game"                                                      | 1989 | —                 | —                 | —                 | —                 | —                 | —                 | —                 | —                 | 74                | —                 | Savage Amusement                    |
| "Is There Anybody There?"                                                     | 1989 | —                 | —                 | —                 | —                 | —                 | —                 | —                 | —                 | —                 | —                 | Best of Rockers 'n' Ballads         |
| "Can't Explain"                                                               | 1989 | —                 | —                 | —                 | —                 | —                 | —                 | —                 | —                 | —                 | —                 | Best of Rockers 'n' Ballads         |
| "Holiday" (Remix)                                                             | 1990 | —                 | —                 | —                 | —                 | —                 | —                 | —                 | —                 | —                 | —                 | Best of Rockers 'n' Ballads         |
| "Tease Me, Please Me"                                                         | 1990 | —                 | —                 | —                 | —                 | —                 | —                 | —                 | —                 | —                 | —                 | Crazy World                         |
| "Don't Believe Her"                                                           | 1990 | —                 | —                 | —                 | —                 | —                 | —                 | —                 | —                 | 77                | —                 | Crazy World                         |
| "Wind of Change"                                                              | 1991 | 1                 | 7                 | 1                 | 10                | 1                 | 1                 | 1                 | 1                 | 2                 | 4                 | Crazy World                         |
| "Send Me an Angel"                                                            | 1991 | 5                 | —                 | 8                 | —                 | 8                 | 4                 | 4                 | 14                | 27                | 44                | Crazy World                         |
| "Ветер Перемен (Wind Of Change)" (Russian version)                            | 1991 | 38                | —                 | —                 | —                 | —                 | —                 | —                 | —                 | —                 | —                 | Non-album tracks                    |
| "Vientos De Cambio (Wind Of Change)" (Spanish version)                        | 1991 | —                 | —                 | —                 | —                 | —                 | —                 | —                 | —                 | —                 | —                 | Non-album tracks                    |
| "Hit Between the Eyes"                                                        | 1992 | —                 | —                 | —                 | —                 | —                 | —                 | —                 | —                 | —                 | —                 | Crazy World / Freejack (Soundtrack) |
| "Still Loving You" (Remix)                                                    | 1992 | —                 | —                 | —                 | —                 | —                 | —                 | —                 | —                 | —                 | —                 | Still Loving You                    |
| "Living for Tomorrow" (live)                                                  | 1992 | —                 | —                 | —                 | —                 | —                 | —                 | —                 | —                 | —                 | —                 | Still Loving You                    |
| "Alien Nation"                                                                | 1993 | 27                | —                 | —                 | —                 | —                 | —                 | —                 | —                 | —                 | —                 | Face the Heat                       |
| "Under the Same Sun"                                                          | 1993 | 99                | —                 | —                 | —                 | 19                | —                 | —                 | —                 | —                 | —                 | Face the Heat                       |
| "Woman"                                                                       | 1993 | —                 | —                 | —                 | —                 | —                 | —                 | —                 | —                 | —                 | —                 | Face the Heat                       |
| "No Pain No Gain"                                                             | 1994 | —                 | —                 | —                 | —                 | —                 | —                 | —                 | —                 | —                 | —                 | Face the Heat                       |
| "White Dove"                                                                  | 1995 | 18                | —                 | —                 | —                 | —                 | —                 | —                 | 20                | —                 | —                 | Live Bites                          |
| "In Trance"                                                                   | 1995 | —                 | —                 | —                 | —                 | —                 | —                 | —                 | —                 | —                 | —                 | Live Bites                          |
| "Edge of Time"                                                                | 1995 | —                 | —                 | —                 | —                 | —                 | —                 | —                 | —                 | —                 | —                 | Deadly Sting / Live Bites           |
| "You and I"                                                                   | 1996 | 22                | —                 | 34                | —                 | 23                | —                 | 37                | 23                | —                 | —                 | Pure Instinct                       |
| "Wild Child"                                                                  | 1996 | —                 | —                 | —                 | —                 | —                 | —                 | —                 | —                 | —                 | —                 | Pure Instinct                       |
| "Does Anyone Know"                                                            | 1996 | 81                | —                 | —                 | —                 | —                 | —                 | —                 | —                 | —                 | —                 | Pure Instinct                       |
| "When You Came Into My Life"                                                  | 1996 | 97                | —                 | —                 | —                 | —                 | —                 | —                 | —                 | —                 | —                 | Pure Instinct                       |
| "Where the River Flows"                                                       | 1996 | 97                | —                 | —                 | —                 | —                 | —                 | —                 | —                 | —                 | —                 | Pure Instinct                       |
| "Over the Top"                                                                | 1997 | —                 | —                 | —                 | —                 | —                 | —                 | —                 | —                 | —                 | —                 | Deadly Sting: The Mercury Years     |
| "To Be No. 1"                                                                 | 1999 | 55                | —                 | —                 | —                 | —                 | —                 | —                 | —                 | —                 | —                 | Eye II Eye                          |
| "Mysterious"                                                                  | 1999 | —                 | —                 | —                 | —                 | —                 | —                 | —                 | —                 | —                 | —                 | Eye II Eye                          |
| "10 Light Years Away"                                                         | 1999 | —                 | —                 | —                 | —                 | —                 | —                 | —                 | —                 | —                 | —                 | Eye II Eye                          |
| "Eye to Eye"                                                                  | 1999 | —                 | —                 | —                 | —                 | —                 | —                 | —                 | —                 | —                 | —                 | Eye II Eye                          |
| "Aleyah"                                                                      | 1999 | —                 | —                 | —                 | —                 | —                 | —                 | —                 | —                 | —                 | —                 | Eye II Eye                          |
| "Moment of Glory"                                                             | 2000 | 67                | —                 | —                 | —                 | —                 | —                 | —                 | —                 | —                 | —                 | Moment of Glory                     |
| "Hurricane 2000"                                                              | 2000 | —                 | —                 | —                 | —                 | —                 | —                 | —                 | —                 | —                 | —                 | Moment of Glory                     |
| "Here in My Heart"                                                            | 2000 | —                 | —                 | —                 | —                 | —                 | —                 | —                 | —                 | —                 | —                 | Moment of Glory                     |
| "When Love Kills Love"                                                        | 2001 | —                 | —                 | —                 | —                 | —                 | —                 | —                 | —                 | —                 | —                 | Acoustica                           |
| "Love 'em or Leave 'em"                                                       | 2004 | —                 | —                 | —                 | —                 | —                 | —                 | —                 | —                 | —                 | —                 | Unbreakable                         |
| "You Are the Champion" (with Michael Kleitman)                                | 2004 | 92                | —                 | —                 | —                 | —                 | —                 | —                 | —                 | —                 | —                 | Non-album track                     |
| "Humanity"                                                                    | 2007 | —                 | —                 | —                 | —                 | —                 | —                 | —                 | —                 | —                 | —                 | Humanity - Hour 1                   |
| "The Game of Life"                                                            | 2007 | —                 | —                 | —                 | —                 | —                 | —                 | —                 | —                 | —                 | —                 | Humanity - Hour 1                   |
| "Love Will Keep Us Alive"                                                     | 2007 | —                 | —                 | —                 | —                 | —                 | —                 | —                 | —                 | —                 | —                 | Humanity - Hour 1                   |
| "Raised on Rock"                                                              | 2010 | —                 | —                 | —                 | —                 | —                 | —                 | —                 | —                 | —                 | —                 | Sting in the Tail                   |
| "The Good Die Young"                                                          | 2010 | —                 | —                 | —                 | —                 | —                 | —                 | —                 | —                 | —                 | —                 | Sting in the Tail                   |
| "Still Loving You"                                                            | 2011 | —                 | —                 | —                 | —                 | —                 | —                 | —                 | —                 | —                 | —                 | Comeblack                           |
| "—" denotes items which were not released in that country or failed to chart. |      |                   |                   |                   |                   |                   |                   |                   |                   |                   |                   |                                     |

## Videoclipuri
| Clipuri video                                    |
| ------------------------------------------------ |
| 1. No One Like You (1983)                        |
| 2. Still Loving You (1984)                       |
| 3. Rock You Like a Hurricane (1984)              |
| 4. I'm Leaving You (1984)                        |
| 5. Big City Nights (1985)                        |
| 6. Holiday (1985)                                |
| 7. Rhythm of Love (1988)                         |
| 8. Believe in Love (1988)                        |
| 9. Passion Rules the Game (1988)                 |
| 10. Walking On the Edge (1988)                   |
| 11. Can't Explain (1989)                         |
| 12. Tease Me Please Me (1990)                    |
| 13. Don't Believe Her (1991)                     |
| 14. Wind of Change (1991)                        |
| 15. Send Me an Angel (1991)                      |
| 16. Alien Nation (1993)                          |
| 17. Under the Same Sun (1993)                    |
| 18. Woman (1993)                                 |
| 19. White Dove (1994)                            |
| 20. You and I (1996)                             |
| 22. When You Came Into My Life (1997)            |
| 23. To Be No. 1 (1999)                           |
| 24. A Moment In a Million Years (1999)           |
| 25. What U Give U Get Back (1999)                |
| 26. Moment of Glory (2000)                       |
| 27. Hurricane 2000 (2000)                        |
| 28. Here In My Heart (С Lyn Liechty) (2000)      |
| 29. When Love Kills Love (2001)                  |
| 30. Send Me an Angel (Acoustica version) (2001)  |
| 31. Hurricane 2001 (Acoustica version) (2001)    |
| 32. Humanity (2007)                              |
| 33. The Good Die Young (Tarja Turunen) (2010)    |
| 34. Sting in the Tail (2010)                     |
| 35. The Best is Yet to Come (2010)               |
| 36. All Day and All of The Night (2011)          |
| 37. Across the Universe (2011)                   |
| 38. Children of the Revolution (2011)            |
| 39. Tainted Love (2011)                          |
| 40. Ruby Tuesday (2011)                          |
| 41. Dancing With the Moonlight (2013)            |
| 42. Where The River Flows (MTV Unplugged) (2013) |

## Albume video
- First Sting (1985)

Tracks: "Rock You Like a Hurricane"; "No One Like You"; "I‘m Leaving You"; "Still Loving You"
- World Wide Live (1985) (U.S.: Gold[31])
- To Russia with Love and Other Savage Amusements (1988) (U.S.: Gold[32])
- Moscow Music Peace Festival (1990)
- Roger Waters The Wall Berlin 1990 (1990)
- Crazy World Tour Live... Berlin 1991 (1991)
- Moment of Glory - Berliner Philharmoniker Live (2001) (CAN: Gold[33])
- Acoustica (2001) (BRA: Platinum[34])
- A Savage Crazy World (2002)
- Unbreakable World Tour 2004: One Night in Vienna (2004)
- Live At Wacken Open Air 2006 (2007)
- Amazônia - Live in The Jungle (2009) (FRA: Gold[35])
- Scorpions live in 3D (Blu-ray 3D) (2011)
- MTV Unplugged - Live in Athens (DVD and Blu-ray) (2013)